# Bezirk Neumarkt
Bezirk Neumarkt – dawny powiat (Bezirk) kraju koronnego Królestwo Galicji i Lodomerii, funkcjonujący w latach 1854–1867. Siedzibą starostwa było miasto Neumarkt (Nowy Targ).

## Historia
Bezirk Neumarkt utworzono w ramach reformy uwłaszczeniowej z okresu Wiosny Ludów (1848–1849), która likwidowała jurysdykcję właściciela ziemskiego nad poddanymi. W Galicji, dominium – jako podstawowa jednostka administracyjna i filar systemu feudalnego straciło rację bytu. Konieczne stało się zatem wprowadzenie nowego systemu administracyjnego, którego zręby powstały w latach 1851–1855. Nowy trójstopniowy podział administracyjny objął 21 cyrkułów (niem. Kreise), 179 małych powiatów (niem. Bezirke) i ponad 6000 gmin (niem. Gemeinde). 
Bezirk Neumarkt objął obszar o wielkości 8,7 mil², zamieszkany był przez 22.601 ludzi i podzielony na 33 gminy katastralne, w tym jedno miasto (Neumarkt). Wszedł w skład cyrkułu sądeckiego, jako jeden z jego dziesięciu powiatów. Od wschodu i południa oraz na krótkim odcinku na zachodzie powiat graniczył z Zalitawią.
Po nadaniu Galicji autonomii oraz powołaniu samorządu gminnego i powiatowego w 1865 zlikwidowano cyrkuły (Kreise). Dotychczasowe małe powiaty (Bezirke) w liczbie 179, utrzymały się do 1867 roku, kiedy to w następstwie kolejnej reformy administracyjnej (23 stycznia 1867) zostały zastąpione przez 74 większe powiaty. Obszar zniesionego Bezirk Neumarkt wszedł wtedy w całości w skład nowego powiatu nowotarskiego.

## Podział administracyjny (1854)
| Lp. | Gmina jednostkowa         | Powierzchnia | Ludność | Powiat w 1867 po zniesieniu |
| --- | ------------------------- | ------------ | ------- | --------------------------- |
| 1   | Neumarkt (M)              | 9105         | 3391    | nowotarski                  |
| 2   | Bańska (Niżna i Wyżna)    | 2150         | 794     | nowotarski                  |
| 3   | Biały Dunajec             | 4010         | 1699    | nowotarski                  |
| 4   | Gliczarów (Dolny i Górny) | 1315         | 518     | nowotarski                  |
| 5   | Murzasichle               | 800          | 376     | nowotarski                  |
| 6   | Poronin                   | 2420         | 941     | nowotarski                  |
| 7   | Skrzypne                  | 1010         | 437     | nowotarski                  |
| 8   | Szaflary                  | 2420         | 818     | nowotarski                  |
| 9   | Zaskale                   | 790          | 262     | nowotarski                  |
| 10  | Harklowa                  | 1840         | 434     | nowotarski                  |
| 11  | Knurów                    | 1415         | 289     | nowotarski                  |
| 12  | Szlembark                 | 1000         | 203     | nowotarski                  |
| 13  | Długopole                 | 1670         | 378     | nowotarski                  |
| 14  | Dział                     | 810          | 387     | nowotarski                  |
| 15  | Klikuszowa                | 1825         | 605     | nowotarski                  |
| 16  | Lasek                     | 1800         | 582     | nowotarski                  |
| 17  | Morawczyna                | 950          | 400     | nowotarski                  |
| 18  | Niwa                      | 300          | 196     | nowotarski                  |
| 19  | Obidowa                   | 2455         | 464     | nowotarski                  |
| 20  | Odrowąż                   | 2155         | 862     | nowotarski                  |
| 21  | Pieniążkowice             | 1550         | 483     | nowotarski                  |
| 22  | Pyzówka                   | 960          | 372     | nowotarski                  |
| 23  | Załuczne                  | 900          | 513     | nowotarski                  |
| 24  | Białka                    | 2640         | 1299    | nowotarski                  |
| 25  | Brzegi                    | 9010         | 311     | nowotarski                  |
| 26  | Bukowina                  | 5209         | 1008    | nowotarski                  |
| 27  | Dębno                     | 950          | 312     | nowotarski                  |
| 28  | Groń                      | 1760         | 656     | nowotarski                  |
| 29  | Gronków                   | 2050         | 763     | nowotarski                  |
| 30  | Leśnica                   | 2320         | 720     | nowotarski                  |
| 31  | Ostrowsko                 | 2330         | 587     | nowotarski                  |
| 32  | Waksmund                  | 2480         | 781     | nowotarski                  |
| 33  | Łopuszna                  | 3400         | 760     | nowotarski                  |

Objaśnienie:
(M) = miasto; (m) = miasteczko